# برگووهردن
برگووهردن (به آلمانی: Bergewöhrden) یک شهر در آلمان است که در دیمارشن واقع شده‌است. برگووهردن ۳۳ نفر جمعیت دارد.